# Stekellik savblomfluga
Stekellik savblomfluga (Sphiximorpha subsessillis) är en tvåvingeart som först beskrevs av Illiger in Rossi 1807.  Stekellik savblomfluga ingår i släktet savblomflugor, och familjen blomflugor. Artens livsmiljö är skogslandskap, jordbrukslandskap, stadsmiljö.